# WASP-54
WASP-54（BD+00 3088としても知られている）とは、約825光年離れた位置にある連星系である。主星であるWASP-54AはF型主系列星で、離れた場所に赤色矮星の伴星であるWASP-54Bを持っている。WASP-54は重元素が枯渇しており、鉄の含有量は太陽の55%である。WASP-54は太陽よりもわずかに古い恒星で、年齢は69+10
−19億年である。
WASP-54Aから5.7″離れた赤色矮星の伴星WASP-54Bは2017年の調査により検出された。WASP-54Bは2020年にWASP-54Aと重力的に結合していることが証明された。
| 太陽 | WASP-54A  |
| ---- | --------- |
| 太陽 | Exoplanet |

## 惑星系
2012年、WASP-54Aの周囲を公転するホット・ジュピターであるWASP-54b（WASP-54Ab）が検出された。WASP-54bの平衡温度は1742+49
−69 K である。
| 名称 （恒星に近い順） | 質量           | 軌道長半径 （天文単位）  | 公転周期 (日)       | 軌道離心率 | 軌道傾斜角  | 半径                  |
| --------------------- | -------------- | ------------------------ | ------------------- | ---------- | ----------- | --------------------- |
| b                     | 0.606±0.018 MJ | 0.04988+0.00043 −0.00045 | 3.6936411±0.0000059 | <0.06      | 84.97±0.61° | 1.653+0.090 −0.083 RJ |